# Preveza
Preveza (în greacă Πρέβεζα) este un oraș în Grecia în prefectura Preveza.

## Istoric
În data de 28 septembrie 1538 a avut loc în largul maritim al acestui port Bătălia de la Preveza, în care amiralul otoman Hayreddin Barbă Roșie a învins flota creștină condusă de genovezul Andrea Doria.